# Гипотеза мира полиароматических углеводородов
Мир полиароматических углеводородов — гипотетический этап химической эволюции, когда полициклические ароматические углеводороды (ПАУ), которые, возможно, были в изобилии в первичном бульоне ранней Земли, привели к синтезу молекул РНК, что создало предпосылки для мира РНК и возникновению жизни.
Основная идея ПАУ в объяснении как могли сами оказаться в цепочке рядом нуклеотиды на расстоянии 0,34 нм для образования первичной РНК, что случайным образом является весьма маловероятным событием. Гипотеза указывает, что плоские кольцевые молекулы полициклических ароматических углеводородоров обладают эффектом самопроизвольно собираться в «стопки» с шагом 0,34 нм и присоединять к себе сбоку нуклеотиды за их азотистое основание водородными связями. Затем за счет вращения колец «стопки» происходит зацепка нуклеотидов торцами с образованием уже ковалентных связей и так соединение в цепочку РНК с ее типовым шагом 0,34 нм. Гипотеза также объясняет и более высокую вероятность спонтанной сборки и самих нуклеотидов, так как сначала могут присоединяться их азотистые основания, а потом олигомерного остова
Хотя гипотеза ПАУ объясняет более высокую вероятность сборки молекул подобных РНК, но не имеет экспериментальных доказательств такой сборки. Косвенные доказательства гипотезы состоят в шаге 0,34 нм для РНК, совпадающий с шагом «стопки». Также аргумент в пользу Мира ПАУ высокая распространённость во Вселенной ПАУ и возможность получения остальных компонентов для мира ПАУ из «первичного бульона».

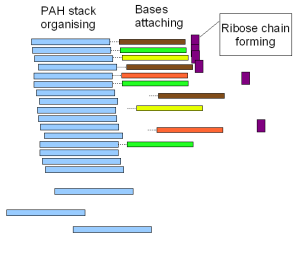
Синтез РНК из ПАУ

## История
Эксперимент Миллера — Юри в 1952 году продемонстрировал синтез органических молекул, таких как аминокислоты, формальдегид и моносахариды, из исходных неорганических предшественников, которые, возможно, присутствовали в первичном бульоне.
Исследование свойств РНК показало, что молекулы РНК способны к хранению, передаче, и размножению генетической информации, а также способны катализировать реакции в качестве рибозимов. В результате, в 1968—1986 годах сформировалась гипотеза мира РНК, в которой молекулы РНК предшествовали современной ДНК-РНК-белковой жизни, обособленной мембраной от внешней среды.
Тем не менее, в этой картине химической эволюции есть несколько пропущенных этапов, например, непонятно, как возникли первые РНК-молекулы. Гипотеза мира ПАУ была высказана Саймоном Николасом Платтсом (Simon Nicholas Platts) в мае 2004 года в попытке заполнить пропущенный этап. Более полно разработанная идея была опубликована в 2006 году группой учёных Ehrenfreund и др.

## Полициклические ароматические углеводороды (ПАУ)

Туманность Кошачья лапа, в которой впервые были обнаружены ПАУ.

Полиароматические углеводороды широко распространены в видимой Вселенной и, вероятно, были представлены в первичном бульоне ранней Земли. ПАУ, вместе с фуллеренами (или бакиболами) были обнаружены в космических туманностях. По словам астронома Летиции Стангеллини (Letizia Stanghellini), вполне возможно, что бакиболы из внешнего космоса явились семенами жизни на Земле.
ПАУ обычно плохо растворимы в морской воде, но в результате ионизирующего облучения солнечным ультрафиолетом внешние атомы водорода могут быть отщеплены и заменены на гидроксильную группу, делая ПАУ более растворимыми в воде.
Эти модифицированные ПАУ амфифильны, то есть имеют гидрофильную и гидрофобную части. В результате они самоорганизуются в стеки, подобные липидам, поворачивая гидрофобные части друг к другу.
Гипотеза Мира ПАУ привела к исследованиям астрономов по анализу распространённости ПАУ во Вселенной. В 2014 году НАСА опубликовало базу данных по исследованиям из которого следует, что около 20 % углерода в туманностях Вселенной представлено в виде ПАУ. ПАУ могли быть занесены из Космоса на Землю во время метеоритной бомбардировки в начале ее образования ее поверхности. Доводом в пользу этой гипотезы является обнаружение следов ПАУ на метеорите ALH 84001. По исследованию НАСА молекулы ПАУ также являются частным материалом комет. Архивная копия от 26 февраля 2019 на Wayback Machine. В 2018 году исследователи обнаружили процесс синтеза ПАУ в атмосфере Титана. Архивная копия от 26 февраля 2019 на Wayback Machine Эти данные усиливают позиции гипотезы Мира ПАУ по сравнению с альтернативными гипотезами миров предваряющих Мир РНК, так как для гипотезы мира ПАУ доказано наличие в природе большого количества основного исходного материала.

## Присоединение азотистых оснований к каркасу из ПАУ
В самоорганизующихся стеках ПАУ расстояние между смежными кольцами равно 0,34 нм. На таком же расстоянии находятся смежные азотистые основания в молекулах РНК и ДНК. Более мелкие молекулы будут естественным образом присоединяться к кольцам ПАУ. Однако, кольца ПАУ имеют тенденцию вращаться относительно друг друга, что будет приводить к столкновениям присоединённых молекулярных соединений к смежным кольцам. Всё это вызывает специфическое связывание с плоскими молекулами, такими как пиримидиновыми и пуриновыми азотистыми основаниями — ключевыми компонентами (и переносчиками информации) РНК и ДНК. Эти основания также амфифильны и выстраиваются в аналогичные стеки.

## Присоединение олигомерного состава
Согласно гипотезе, после присоединения азотистых оснований к ПАУ-кольцам с помощью водородных связей, промежуток между основаниями детерминирует выбор связывающей молекулы определённого размера, такого как небольшой олигомер формальдегида (также представленный в первичном бульоне), который связывается с азотистыми основаниями уже ковалентными связями.

## Отсоединение РНК-подобной цепочки
Последующее кратковременное повышение кислотности окружающей среды, например, в результате вулканических извержений, освободивших кислотные газы (диоксид серы, углекислый газ), возможно, вызвало отсоединение азотистых оснований от ПАУ-остова, формируя РНК-подобные молекулы (с формальдегидным остовом вместо сахарофосфатного, используемого современными РНК, но с тем же шагом 0,34 нм).

## Формирование рибозимоподобных структур
Развивая гипотезу, можно предположить, что РНК-подобные цепочки после отсоединения от ПАУ-стеков начали сворачиваться сами на себя путём комплементарного связывания между азотистыми основаниями с помощью водородных связей, формируя стабильные и частично двухцепочечные РНК-подобные структуры, похожие на рибозимы. Формальдегидные олигомеры остова были в конечном счёте заменены на более стабильные сахарофосфатные молекулы. Всё это создало предпосылки для разнообразного РНК-мира, в котором эволюционировали уже РНК-молекулы.